# Bál (usedlost)

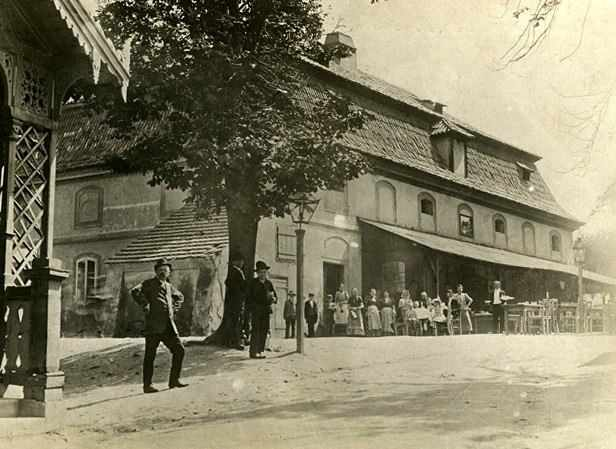
Kravín v roce 1890

Bál (Ball, Kravín, Nikrinka) je zaniklá usedlost v Praze 2-Vinohradech, která se rozkládala v místech ulic Budečská, Korunní, Sázavská a Slezská, a také v části sadů Svatopluka Čecha.

## Historie
Čtyři zahrady, Matička, Šmelcerka, Vejvodka a Vodřinka, spolu s usedlostí Nigrinkou (čp. 47) patřily roku 1745 pod názvem Kravín Antonínu, Anně a Josefě z Remscheidu. Jménem Ball je usedlost uvedena na Huberově plánu Prahy z roku 1769. Dalším majitelem byl hrabě Lažanský z Bukové a ke konci 18. století vše držel baron Jakub Wimmer, majitel dalších pozemků a usedlostí v okolí.

### Hostinec
Roku 1817 dal baron Wimmer letohrádek přestavět na hostinec s tanečním sálem a kolem budovy vysadil ovocné a okrasné stromy, alej Wimmerových sadů vedla až na šance ke Koňské bráně. Hostinec známý jako Kryštol nebo Saint Cloud se stal místem společenských zábav. Bývala zde střelnice s kolotočem. Z původního kravína zůstala část hospodářské budovy, ze které bylo prodáváno čerstvě nadojené mléko. Po smrti barona v 60. letech 19. století pustý hostinec v dražbě koupili Jan a Matylda Kreislovi.
Budova původního výletního hostince Kravín byla stržena v roce 1893. V roce 1954 vznikla noční vinárna Kravín na adrese Praha 2, Wilhelma Piecka (nyní Korunní) 25. Po jejím zániku se k tradici hlásí v 21. století restaurace Kravín, která ale sídlí na náměstí Míru.

### Divadelní aréna
Roku 1868 zřídil divadelní ředitel Josef Emil Kramuele v zahradě hostince divadelní prkennou arénu a v letní sezóně v ní hrával česká představení. Roku 1878 arénu koupil divadelní ředitel Jan Pištěk, o pět let později ji pro zchátralost dal zbořit a postavil na jejím místě novou, nekrytou, známou jako „Letní divadlo na Královských Vinohradech“. Roku 1893 ji dal také zbořit a její kostru použil při stavbě arény nové, nazývané „Pištěkova aréna ve Slezské ulici“. O šest let později stavba získala zastřešení. Po smrti Pištěka arénu vedla jeho žena, pak různé společnosti až byla roku 1932 zbořena pro zchátralost.

### Zánik
Roku 1893 při parcelaci pozemků poplužního dvora byly Bál a Nigrinka zbořeny z důvodu výstavby činžovních domů. 

## Současnost
Původní název dvora Kravín  byl přenesen na nový hostinec v činžovním domě čp. 793 na nároží Korunní a Budečské ulice. Roku 2009 byl název opět  přenesen na novou restauraci, provozovanou dosud ve vinohradském domě čp. 109 na nároží Náměstí Míru a Rumunské ulice.